# Elecciones estatales de Hesse de 1999

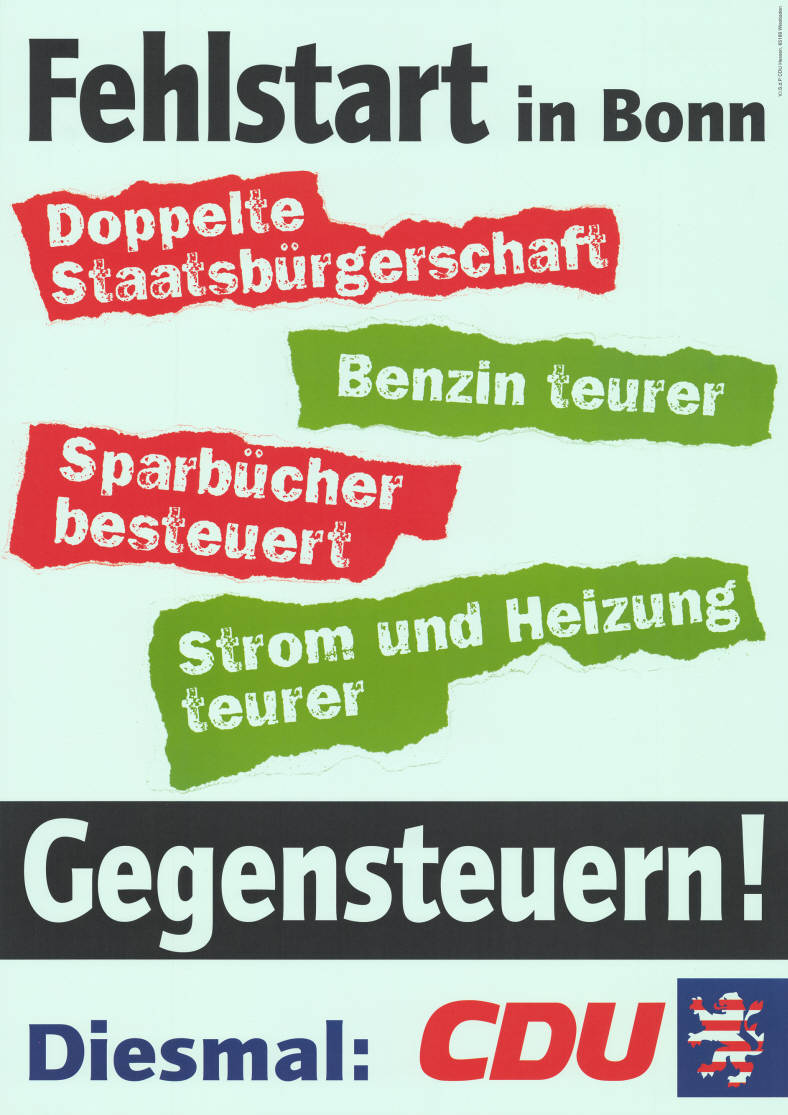
Afiche de campaña de la CDU

La elección de Hesse de 1999, se llevó a cabo el 7 de febrero de 1999, para elegir a los miembros del Landtag (parlamento estatal) del estado federado alemán de Hesse.

## Resultados
Los resultados fueron:
| Partido | Partido                                   | Votos     | Porcentaje de votos | Escaños | Porcentaje de escaños |
| ------- | ----------------------------------------- | --------- | ------------------- | ------- | --------------------- |
|         | Unión Demócrata Cristiana (CDU)           | 1,215,783 | 43.4% (+4.2)        | 50 (+5) | 45.5%                 |
|         | Partido Socialdemócrata de Alemania (SPD) | 1,102,544 | 39,4% (+1.4)        | 46 (+2) | 41.8%                 |
|         | Alianza 90/Los Verdes (GRÜNE)             | 201,914   | 7.2% (-4.0)         | 8 (-5)  | 7.3%                  |
|         | Partido Democrático Liberal (FDP)         | 142,845   | 5.1% (-2.3)         | 6 (-2)  | 5.5%                  |
|         | Die Republikaner (REP)                    | 75,114    | 2.7% (+0.7)         | 0 (=)   | 0.0%                  |
|         | Otros                                     | 62,892    | 2.2% (=)            | 0 (=)   | 0.0%                  |
| Total   | Total                                     | 2,800,372 | 100.0%              | 110     | 100.0%                |

## Post-elección
La "coalición rojo-verde" del primer ministro Hans Eichel (SPD) perdió su mayoría, por lo que el Landtag eligió a Roland Koch (CDU) como nuevo primer ministro. Construyó una coalición con el FDP, para formar el nuevo gobierno.